# Навдонак
Навдонак (тадж. Навдонак) — село в Раштском районе Таджикистана. Входит в состав сельской общины (джамоата дехота) Калаи-Сурх. Расстояние от села до центра района (пгт Гарм) — 17 км, до центра джамоата (село Калаи-Сурх) — 7 км. Население — 1789 человек (2017 г.), таджики. Население в основном занято сельским хозяйством (животноводство и растениводство). Земли орошаются главным образом водами горных источников.
В прошлом был крупным местом боя басмачества и Советской власти.